# Мусоргский, Модест Петрович
Моде́ст Петро́вич Му́соргский (9 [21] марта 1839, с. Карево, Псковская губерния — 16 [28] марта 1881, Санкт-Петербург) — русский композитор, член «Могучей кучки». Работал в различных жанрах: в его творческом наследии — оперы, оркестровые пьесы, циклы вокальной и фортепианной музыки, романсы и песни, хоры.
В творчестве Мусоргского нашли оригинальное и яркое выражение русские национальные черты, но самобытность его при жизни не была в полной мере оценена. С начала XX века и поныне его оперы «Борис Годунов» и «Хованщина», цикл фортепианных миниатюр «Картинки с выставки», вокальные циклы «Песни и пляски смерти», «Детская» признаются шедеврами мирового музыкального искусства.

## Биография
Отец Мусоргского, коллежский секретарь Пётр Алексеевич Мусоргский, происходил из старинного дворянского рода Мусоргских, который происходил из смоленской ветви Рюриковичей. Мать, Юлия Ивановна Чирикова — дочь губернского секретаря Ивана Ивановича Чирикова. До 10-летнего возраста Модест и его старший брат Филарет получали домашнее образование. В 1849 году, переехав в Петербург, братья поступили в училище (гимназию) Петришуле. В 1852 году, не окончив училища, Модест поступил в Школу гвардейских подпрапорщиков, где благодаря законоучителю отцу Крупскому «глубоко проник в самую суть» греческой, католической и протестантской церковной музыки. Окончив школу в 1856 году, Мусоргский недолго служил в лейб-гвардейском Преображенском полку (в эти годы познакомился с А. С. Даргомыжским), потом в главном инженерном управлении, в министерстве государственных имуществ и в государственном контроле.
К моменту вступления в музыкальный кружок Балакирева Мусоргский был великолепно образованным и эрудированным русским офицером (свободно читал и изъяснялся на французском и немецком языках, разбирал латынь и греческий) и стремился стать, как он сам выражался, «музыкусом». Под руководством Балакирева Мусоргский серьёзно взялся за теорию и историю музыки: анализировал гармонию, контрапункт, форму и инструментовку в сочинениях признанных композиторов.
Игре на фортепиано Мусоргский учился (с 1849) у А. А. Герке и стал хорошим пианистом. От природы обладая красивым камерным баритоном, он охотно пел на вечерах в частных музыкальных собраниях. В 1852 г. в Санкт-Петербурге вышла первая публикация композитора — фортепианная полька «Подпрапорщик». В 1858 г. Мусоргский написал два скерцо — B-dur и cis-moll, одно из которых (B-dur) было им оркестровано и в 1860 г. исполнено на концерте Русского музыкального общества.
Работу над крупной формой Мусоргский начал с музыки к трагедии Софокла «Эдип», но не окончил её (один хор был исполнен в концерте К. Н. Лядова в 1861 г., а также издан посмертно в числе других произведений композитора). Следующие большие замыслы — оперы по роману Флобера «Сала́мбо» (другое название — «Ливиец») и на сюжет «Женитьбы» Гоголя — также не были реализованы. Музыку из этих набросков Мусоргский использовал в своих позднейших сочинениях.
Следующий крупный замысел — оперу «Борис Годунов» по одноимённой трагедии А. С. Пушкина — Мусоргский довёл до конца. В октябре 1870 г. окончательные материалы были представлены композитором в дирекцию Императорских театров. 10 февраля 1871 г. репертуарный комитет, состоявший преимущественно из иностранцев, забраковал оперу без объяснения причин; по сообщению Э. Направника (который был членом комитета), причиной отказа от постановки стало отсутствие в опере «женского элемента». Премьера «Бориса» состоялась на сцене Мариинского театра в Санкт-Петербурге лишь в 1874 г. на материале второй редакции оперы, в драматургию которой композитор был вынужден внести значительные изменения. Ещё до премьеры, в январе того же года (1874) петербургский нотоиздатель В. В. Бессель опубликовал оперу (в клавире).
В 1872 г. Мусоргский задумал драматическую оперу («народную музыкальную драму») «Хованщина» (по плану В. В. Стасова), одновременно работая и над комической оперой на сюжет «Сорочинской ярмарки» Гоголя. «Хованщина» была почти полностью закончена в клавире, но (за исключением двух фрагментов) не инструментована. При жизни Мусоргского «Хованщина» не издавалась и не ставилась.
Для «Сорочинской ярмарки» Мусоргский сочинил два первых акта, а также для третьего акта несколько сцен: Сон Парубка (где использовал музыку симфонической фантазии «Ночь на Лысой горе», сделанную ранее для неосуществленной коллективной работы — оперы-балета «Млада»), Думку Параси и Гопак.

### Последние годы
В 1870-е годы Мусоргский болезненно переживал постепенный развал «Могучей кучки» — тенденцию, которую он воспринял как уступку музыкальному конформизму, малодушие, даже измену русской идее:

Без знамени, без желаний, не видя и не желая видеть вдаль, корпят они над тем, что давно сделано, к чему их никто не зовёт <…> Могучая кучка выродилась в бездушных изменников; «бич» оказался детской плёточкой.— Письмо В. В. Стасову, 19-20.10.1875
Мучительно было непонимание его творчества в официальной академической среде, как, например, в Мариинском театре, руководимом тогда иностранцами и сочувствовавшими западной оперной моде соотечественниками. Но во сто крат больнее оказалось неприятие его новаторства со стороны людей, которых он считал близкими друзьями — Балакирева, Кюи, Римского-Корсакова:

На первом показывании 2-го действия «Сорочинской ярмарки» я убедился в коренном непонимании музыкусами развалившейся «кучки» малорусского комизма: такою стужей повеяло от их взглядов и требований, что «сердце озябло», как говорит протопоп Аввакум. Тем не менее я приостановился, призадумался и не один раз проверил себя. Не может быть, чтобы я был кругом не прав в моих стремлениях, не может быть. Но досадно, что с музыкусами развалившейся «кучки» приходится толковать через «шлагбаум», за которым они остались.— Письмо А. А. Голенищеву-Кутузову 10.11.1877
Эти переживания непризнанности и «непонятости» получили выражение в «нервной лихорадке», усилившейся во 2-й половине 1870-х годов, и как следствие — в пристрастии к алкоголю. Мусоргский не имел обыкновения делать предварительные наброски, эскизы и черновики. Он подолгу всё обдумывал, сочинял и записывал набело совершенно готовую музыку. Эта особенность его творческого метода, помноженная на нервную болезнь и алкоголизм, и послужила причиной замедлившегося процесса создания музыки в последние годы его жизни. Уволившись из «лесного ведомства» (где с 1872 г. занимал пост младшего столоначальника), он лишился постоянного (хотя и небольшого) источника доходов и довольствовался случайными заработками и незначительной финансовой поддержкой друзей. Последним светлым событием стала устроенная его другом, певицей Д. М. Леоновой, поездка в июле-сентябре 1879 года по югу России. В ходе гастролей Леоновой Мусоргский выступил как её аккомпаниатор, в том числе (и часто) исполнял собственные новаторские сочинения. Характерной чертой его позднего пианизма была вольная и гармонически смелая импровизация. Концерты русских музыкантов, которые были даны в Полтаве, Елисаветграде, Николаеве, Херсоне, Одессе, Севастополе, Ростове-на-Дону, Воронеже и других городах, проходили с неизменным успехом, уверившим композитора (хотя и ненадолго), что путь его «к новым берегам» избран верно.
Одно из последних публичных выступлений Мусоргского состоялось на вечере памяти Ф. М. Достоевского в Петербурге, 4 февраля 1881 г. Когда перед публикой вынесли окаймлённый трауром портрет великого писателя, Мусоргский сел за рояль и сымпровизировал похоронный колокольный звон. Эта поразившая присутствующих импровизация была (по воспоминаниям очевидца) его «последним „прости“ не только усопшему певцу „униженных и оскорблённых“, но и всем живым».
Мусоргский умер в Николаевском военном госпитале в Петербурге, куда был помещён 13 февраля после приступа белой горячки. Там же за несколько дней до смерти Илья Репин написал единственный прижизненный портрет композитора. Мусоргский был похоронен на Тихвинском кладбище Александро-Невской лавры.
В 1972 году в деревне Наумово (Куньинского района Псковской области) в усадьбе Чириковых (материнская линия Мусоргского) открыт Музей-заповедник М. П. Мусоргского. Усадьба Мусоргских в селе Карево (расположенном рядом) не сохранилась.

## Творчество
В творчестве Мусоргского нашли оригинальное и яркое выражение русские национальные черты. Эта определяющая особенность его стиля проявила себя многообразно: в умении обращаться с народной песней и церковной музыкой (в том числе, древнерусской монодией), в мелодике, гармонии (модализмы, линеарность, нестандартная аккордика, в том числе, квартаккорды), ритмике (сложные, «неквадратные» метры, оригинальные ритмоформулы), форме; наконец, в разработке сюжетов, главным образом, из русской жизни. Мусоргский — ненавистник рутины, для него в музыке не существовало авторитетов. На правила музыкальной «грамматики» он обращал мало внимания, усматривая в них не положения науки, а лишь сборник композиторских приёмов прежних эпох, которыми он не желал пользоваться (например, у него почти полностью отсутствует имитационно-полифоническая разработка музыкального материала, которая была присуща многим его западным коллегам, особенно в Германии). Отсюда постоянное стремление Мусоргского-композитора к новизне во всём.
Специальность Мусоргского — музыка вокальная. С одной стороны, он стремился к реализму, с другой стороны, к красочному и выразительному раскрытию слова. В стремлении следовать слову музыковеды усматривают преемственность с творческим методом А. С. Даргомыжского. Любовная лирика как таковая привлекала его мало. Широко проявляется специфическая стилистика Мусоргского в тех случаях, когда он обращается к русской крестьянской жизни. Богатой колоритностью отмечены песни Мусоргского «Калистрат», «Колыбельная Ерёмушки» (слова Н. А. Некрасова), «Спи-усни, крестьянский сын» (из «Воеводы» А. Н. Островского), «Гопак» (из «Гайдамаков» Т. Шевченко), «Светик Савишна» (на стихи самого Мусоргского, искусно стилизовавшего народный пятисложник) и мн. др. В таких песнях и романсах Мусоргский находит правдивое и драматичное музыкальное выражение для безысходности и скорби, которая скрыта под внешним юмором текста песен. Юмор, ирония и сатира вообще хорошо удавались Мусоргскому (в сказке про «Козла», в долбящем латынь «Семинаристе», влюблённом в поповскую дочь, в музыкальном памфлете «Раёк», в песне «Спесь» и др.). Выразительная декламация отличает песню «Сиротка» и балладу «Забытый» (на сюжет известной картины В. В. Верещагина). Мусоргский сумел найти совсем новые, оригинальные задачи, применить новые своеобразные приёмы для их выполнения, что ярко выразилось в его вокальных картинах из детской жизни, в небольшом цикле под заглавием «Детская» (текст принадлежит композитору). Исключительной драматической силой отличается вокальный цикл «Песни и пляски смерти» (1875—1877; на стихи А. А. Голенищева-Кутузова; «Трепак» — картина замерзающего в лесу подвыпившего крестьянина; «Колыбельная» звучит от лица матери у постели её умирающего ребёнка и т. д.).
Самые масштабные творческие достижения Мусоргского сосредоточены в области оперы, собственную разновидность которой он назвал (в том числе и для того, чтобы его творения в этом жанре не вызвали ассоциацию с господствовавшей в России концертно-романтической оперной эстетикой) «музыкальной драмой». «Борис Годунов», написанный по одноимённой драме Пушкина (а также под большим влиянием трактовки этого сюжета Карамзиным), — одно из лучших произведений мирового музыкального театра. Музыкальный язык и драматургия «Бориса» означали полный разрыв с рутиной тогдашнего оперного театра, действие «музыкальной драмы» совершалось отныне специфически музыкальными средствами. Обе авторские редакции «Бориса Годунова» (1869 и 1872 гг.), значительно отличаясь друг от друга в драматургии, являются, по сути, двумя равноценными авторскими решениями одной и той же трагической коллизии.
Новаторская опера Мусоргского сильно отличалась от господствовавших в его времена романтических стереотипов оперного представления. Именно этим объясняется резкая критика «Бориса», увидевшая в новациях драматургии «неудачное либретто», а в музыке — «многие шероховатости и промахи». Для Мусоргского особенно болезненной была негативная реакция его друзей-«кучкистов» — всех за исключением А. П. Бородина.
Резко и бестактно высказывался о «Борисе» Балакирев, причём делал он это публично. Римский-Корсаков утверждал, что в инструментовке Мусоргский малоопытен, хотя она иногда не лишена колоритности и удачного разнообразия оркестровых красок. Больше всех из «друзей» отличился Кюи, опубликовавший вскоре после премьеры «Бориса» разгромную рецензию. По его мнению, либретто оперы

…не выдерживает критики. В нём нет сюжета, нет развития характеров, обусловленного ходом событий, нет цельного драматического интереса. Это ряд сцен, имеющих, правда, некоторое прикосновение к известному факту, но ряд сцен расшитых, разрозненных, ничем органически не связанных.— Санкт-Петербургские ведомости, 6.2.1874
Даже Бородин, который в целом симпатизировал Мусоргскому, находил в его новаторской музыке лишь «стремление к корявому оригинальничанью».
Утверждения о дилетантизме и «технической слабости» Мусоргского до сих пор встречаются в западной научной и учебной литературе. В действительности не только инструментовка, драматургия, техника композиции, но и весь стиль Мусоргского не укладывались в прокрустово ложе романтической музыкальной эстетики, которая господствовала в годы его жизни.
Ещё более скептически современники отреагировали на следующую оперу Мусоргского (жанр её обозначен автором как «народная музыкальная драма») «Хованщина» — на тему исторических событий в России конца XVII века (раскола и стрелецкого бунта). «Хованщина», в основу которой Мусоргский положил собственный сценарий и текст, писалась с большими перерывами и к моменту его смерти была почти целиком закончена в клавире. Необычен и замысел этого произведения, и его масштаб. По сравнению с «Борисом Годуновым» «Хованщина» является не просто драмой одного исторического лица (через которую раскрывается тема власти, преступления, совести и возмездия), а уже своего рода «безличной» историософской драмой, в которой, в отсутствие ярко выраженного центрального персонажа (характерного для оперной драматургии того времени), раскрываются целые пласты народной жизни и поднимается тема духовной трагедии всего народа, совершающейся при сломе русского традиционного уклада.
Мусоргский оставил лишь несколько сочинений для оркестра, из которых выделяется симфоническая картина «Ночь на Лысой горе». Это — колоритная картина «шабаша духов тьмы» и «величания Чернобога». Менее известны Скерцо B-dur (с «восточной» серединой, на сплошном органном пункте; 1858), Интермеццо (сочинено для фортепиано в 1862 г., инструментовано в 1867 г.), построенное на теме, напоминающей музыку XVIII в., и торжественный марш «Взятие Карса» (1880), приуроченный к победе русских над турками в 1877 г.
Выдающееся произведение Мусоргского для фортепиано — цикл пьес «Картинки с выставки», написанный в 1874 году как музыкальные иллюстрации-эпизоды к акварелям В. А. Гартмана. Контрастные пьесы-впечатления пронизаны специфически русской темой (архаика стилизована с использованием переменного метра и доминирующей пентатоники), отражающей смену настроений при переходе от одной картины к другой. Русская тема открывает композицию и она же заканчивает её («Богатырские ворота»), теперь преображаясь в гимн России и её православной вере.

## Признание
За 10 лет «Борис Годунов» был дан в Мариинском театре 15 раз и в 1882 году, вскоре после смерти автора, снят с репертуара. Музыка Мусоргского завоевала признание в России и во всём мире уже после смерти композитора (на его надгробном камне изображён нотный фрагмент из хора «Поражение Сеннахериба», известного и по сей день только знатокам).
На большую сцену/концертную эстраду музыку Мусоргского вывел Н. А. Римский-Корсаков, который отдал нескольких лет жизни, чтобы привести в порядок наследие своего покойного друга. Современные музыканты зачастую оценивают редакции Римского-Корсакова как «неаутентичные», поскольку редактор решительно вмешивался не только в инструментовку, но зачастую правил «из лучших побуждений» и гармонию, и ритмику, и форму оригинала. Типичный «редакционный метод» Римского-Корсакова задокументирован им в предисловии к редакции «Женитьбы»:

Частые перемены размера с двухдольного на трёхдольный, не ощущаемые слухом и ритмическим чувством, <…> в некоторых случаях <…> уничтожены посредством вставки или отнятия промежуточных пауз. <…> Некоторые аккорды и сочетания, не имеющие музыкального обоснования, заменены другими, подходящими по настроению, но более обоснованными.— Н. А. Римский-Корсаков
Несмотря на очевидные недостатки редакторского волюнтаризма Римского-Корсакова, историки признают, что именно благодаря его грандиозному труду оперные и оркестровые сочинения Мусоргского были восприняты как законченная и грамотно оформленная музыка, вошли в регулярную исполнительскую практику. Их международному признанию способствовало восхищённое отношение Дебюсси, Равеля, Стравинского, членов так называемой «Шестёрки», а также антрепренёрская деятельность Сергея Дягилева, который впервые за границей поставил оперы в начале XX века в рамках своих «Русских сезонов» (в Париже).
В XIX веке полномасштабные постановки опер Мусоргского были чрезвычайно редки. Опера «Борис Годунов» была поставлена в 1888 г. на сцене московского Большого театра. В конце ноября 1896 г. она же была поставлена в Петербурге на сцене Большой залы Музыкального общества (новое здание Консерватории) при участии членов «Общества музыкальных собраний». Первое исполнение «Хованщины» состоялось в 1886 году в Петербурге, в зале Кононова, силами любительского Музыкально-драматического кружка. На профессиональной оперной сцене «Хованщина» была поставлена впервые в 1897 г. в Русской частной опере Мамонтова (на сцене Театра Солодовникова, с участием Ф. И. Шаляпина).
Из оркестровых произведений Мусоргского всемирную известность приобрела симфоническая картина «Ночь на Лысой горе». Ныне практикуется исполнение этого сочинения в редакции Н. А. Римского-Корсакова, реже — в авторской редакции. Программность и колорит фортепианных «Картинок с выставки» вдохновили композиторов на создание оркестровых (в последнее время также «электронных») их обработок; самая знаменитая и наиболее широко представленная на концертной эстраде оркестровка «Картинок» принадлежит М. Равелю.
В XX веке композиторы продолжали обрабатывать музыку Мусоргского, в большей или меньшей степени внося в неё элементы собственного стиля, своё «индивидуальное прочтение». Некоторые из композиторских редакций театральной, фортепианной, вокальной музыки (Д. Д. Шостаковича, М. Равеля, В. Я. Шебалина, И. Маркевича, Э. В. Денисова и многих др.) стали вполне репертуарными. Вместе с тем, возродился интерес и к «оригинальному» Мусоргскому, появились издания, основанные на тщательном изучении первоисточников. Пионером такой деятельности стал русский источниковед П. А. Ламм, в 1930-х годах издавший клавиры «Бориса Годунова», «Хованщины», а также вокальные и фортепианные сочинения композитора — в авторской редакции.
Музыка Мусоргского оказала огромное влияние на все последующие поколения композиторов. В его новаторской интерпретации мелодии и особенно в гармонии музыковеды ныне видят предвосхищение некоторых специфических особенностей музыки XX века. Драматургия музыкально-театральных сочинений Мусоргского повлияла на творчество Л. Яначека, И. Ф. Стравинского, Д. Д. Шостаковича, А. Берга (драматургия его оперы «Воццек» по принципу «сцена-фрагмент» очень близка к «Борису Годунову»), О. Мессиана. Большое влияние вокально-декламационного стиля Мусоргского испытал Ф. Пуленк. Сочинения Мусоргского оркестровали Э. В. Денисов, Н. С. Корндорф, Д. Д. Шостакович, Р. К. Щедрин и другие известные композиторы.

## Сочинения

### Для музыкального театра
Автор всех либретто — М. П. Мусоргский
- Опера «Борис Годунов» (1869, 2-я ред. 1872)[33]. По мотивам одноимённой трагедии А. С. Пушкина. Премьера (2-я редакция, с купюрами): Петербург, Мариинский театр, 27.01.1874. Критическое издание партитуры и клавира во 2-й редакции: П. А. Ламм (1928). Премьерная постановка оригинальной (так называемой «первой», или «первоначальной») редакции: Москва, Муз. театр Станиславского и Немировича-Данченко в марте 1929 г.[34]; в редакции Е. М. Левашёва — в том же театре, в декабре 1989 (под руководством Е. В. Колобова).
- Опера «Хованщина» (ок. 1873—1880, не окончена). Подзаголовок: Народная музыкальная драма. В клавире сохранилась вся музыка, кроме окончания 2-го действия (после реплики Шакловитого: «И велел сыскать») и некоторых частей 5-го действия (сцена Марфы и Андрея Хованского не гармонизована, утеряно «Любовное отпевание Марфы» и, вероятно, не написана заключительная сцена самосожжения раскольников[35]). В партитуре сохранились два фрагмента 3-го действия (хор стрельцов и песня Марфы). Первая концертная постановка — Музыкально-драматический кружок любителей, Петербург, зал Кононова, 9 февраля 1886 года; на сцене оперного театра — в Русской частной опере (Мамонтова), Москва, 12 ноября 1897 года. Редакции: Н. А. Римского-Корсакова (1883), Б. В. Асафьева (1931), Д. Д. Шостаковича (1958). Критическое издание клавира: П. А. Ламм (1932).
- Опера «Женитьба» (1868, не окончена). На текст одноимённой пьесы Н. В. Гоголя. Посвящена В. В. Стасову. Сохранилось I действие в клавире, оригинальный подзаголовок к нему: «Опыт драматической музыки в прозе». Редакции: Н. А. Римский-Корсаков (1908, клавир I действия), М. М. Ипполитов-Иванов (1931, дописал II, III, IV действия), П. Ламм (1933, точное воспроизведение авторской рукописи клавира), Г. Н. Рождественский (1985).
- Опера «Сорочинская ярмарка» (1874—1880, не окончена). По одноимённой повести Н. В. Гоголя. Посвящения: «Думка Параси» — Е. А. Милорадович, «Песня Хиври» — А. Н. Молас. В 1886 г. в авторской редакции были изданы «Песня Хиври», «Думка Параси» и «Гопак веселых паробков». Редакции: Ц. А. Кюи (1917), В. Я. Шебалин (1931).
- Опера «Саламбо» (1863—1866, не окончена). Подзаголовок: По роману Г. Флобера «Саламбо», с введением стихов В. А. Жуковского, А. Н. Майкова, А. И. Полежаева. В опере предполагалось четыре действия (семь картин). В клавире написаны: «Песнь балеарца» (1-е действие, 1-я картина). Сцена в храме Таниты в Карфагене (2-е действие, 2-я картина), Сцена перед капищем Молоха (3-е действие, 1-я картина), Сцена в подземелье Акрополиса. Темница в скале. Мато в цепях (4-е действие, 1-я картина), Женский хор (Жрицы утешают Саламбо и одевают её в брачные одежды) (4-е действие, 2-я картина), изд.: 1884 (партитура и клавир Женского хора из 2-й картины 4-го действия в ред. и инструментовке Н. А. Римского-Корсакова), 1939 (авт. ред.). Редакция Золтана Пешко (1979).

### Для оркестра
- Скерцо B-dur для оркестра (1858; посвящено А. С. Гуссаковскому); первое издание — 1860.
- Alla marcia notturna. Маленький марш для оркестра (в характере ночного шествия) (1861).
- Intermezzo in modo classico (1867; посвящено А. П. Бородину); первое издание — 1883, в редакции Н. А. Римского-Корсакова[36].
- Ночь на Лысой горе, симфоническая картина (авторское название — «Иванова ночь на Лысой горе»; 1867); первое издание — 1886, в редакции Н. А. Римского-Корсакова)[37].
- Взятие Карса. Торжественный марш для большого оркестра (1880); первое издание — 1883, в редакции и инструментовке Н. А. Римского-Корсакова. Впервые исполнен 18 октября 1880 года во 2-м симфоническом собрании ИРМО в Санкт-Петербурге под управлением Э. Направника.

### Для хора с сопровождением
- Торжественный марш Шамиля[38], для четырёхголосного мужского хора и солистов (тенора и баса) с оркестром (1859)[39]. Посвящено А. Арсеньеву.
- Иисус Навин, для солистов, хора и фортепиано (1866; 1877, вторая ред. Надежде Николаевне Римской-Корсаковой; 1883, издание в редакции и инструментовке Н. А. Римского-Корсакова).
- Поражение Сеннахериба, для хора с оркестром на слова Дж. Г. Байрона из «Еврейских мелодий» (1867; 1874 — вторая ред., с припиской Мусоргского: «Второе изложение, улучшенное по замечаниям Владимира Васильевича Стасова»; 1871 — издание, для хора с фортепиано).

### Для фортепиано
- Картинки с выставки, цикл пьес (1874); оркестровки различных композиторов, в том числе: Мориса Равеля, Сергея Горчакова (1955), Лоренса Леонарда, Кита Эмерсона и пр.
- Полька «Подпрапорщик» (1852)
- Скерцо cis-moll (1858), посвящается Любови Михайловне Бубе
- Ein Kinderscherz (Детская шалость; др. названия: «Детские игры», «Уголки»; 1859—1860), посв. Николаю Александровичу Левашову
- Интермеццо (1861), посвящено А. П. Бородину
- Экспромт «Воспоминание о Бельтове и Любе»[40] (1865)
- Няня и я. Из воспоминаний детства (1865)
- Дума. Пьеса на тему В. А. Логинова (1865), посвящается В. А. Логинову
- La capricieuse (Шалунья). Пьеса на тему Л. Гейдена (1865), посвящена Надежде Петровне Опочининой
- Скерцо «Швея» (1871)
- На южном берегу Крыма. Из путевых заметок (1879), посвящается Дарье Михайловне Леоновой
- Слеза (1880)
- В деревне. Quasi fantasia (1880). Посвящается И. Горбунову.
- Каприччио «Близ южного берега Крыма. Гурзуф у Аю-дага» (1880)
- Meditation (feuillet d’album) (Размышление. Листок из альбома; 1880)

### Для голоса с фортепиано
- Юные годы. Сборник романсов и песен (1857—1866):

1. Где ты, звёздочка? Песня (слова Н. П. Грекова). Оркестровая редакция (1858)
2. Весёлый час. Застольная песнь (слова А. В. Кольцова)
3. Листья шумели уныло (слова А. Н. Плещеева; вариант названия: «Музыкальный рассказ»)
4. Много есть у меня теремов и садов. Романс (слова А. В. Кольцова)
5. Молитва («Я, Матерь Божия»; слова М. Ю. Лермонтова)
6. Отчего, скажи, душа-девица. Романс (слова неизвестного автора)
7. Что вам слова любви. Романс (слова А. Н. Аммосова)
8. Дуют ветры, ветры буйные. Песня (слова А. В. Кольцова)
9. Расстались гордо мы. Романс (вариант названия: «Но если бы с тобою я встретиться могла»; слова В. С. Курочкина)
10. Ах, зачем твои глазки порою (вариант названия: «Малютка»; слова А. Н. Плещеева)
11. Песнь старца (слова И. В. Гёте из «Вильгельма Мейстера»; русский перевод, вероятно, Мусоргского)
12. Песнь Саула перед боем (слова Дж. Г. Байрона, перевод П. А Козлова; две редакции; вариант названия: «Царь Саул»)
13. Ночь. Фантазия («Мой голос для тебя»…; свободная обработка Мусоргским текста А. С. Пушкина; две редакции). Оркестровая редакция (1868)
14. Калистрат (слова Н. А. Некрасова; вариант названия: «Калистратушка», 1864)
15. Отверженная (слова И. И. Гольц-Миллера)
16. Спи, усни, крестьянский сын. Колыбельная песня (слова из пьесы А. Н. Островского «Воевода»; две редакции; ; вариант названия: Колыбельная песня из «Воеводы» Островского)
17. Песнь Балеарца на пиру в садах Гамилькара (из оперы «Ливиец»/«Саламбо»; слова Мусоргского по роману Г. Флобера), 1864
18. Canto popolare toscano (Ogni sabato avrete; вариант название: Тосканская песня) народная тосканская песня, аранжировка Мусоргского на два голоса

- Детская. Эпизоды из детской жизни. Вокальный цикл на слова композитора (1868, 1870, 1872)[41]

1. С няней (1868; посвящена «великому учителю музыкальной правды А. С. Даргомыжскому»; вариант названия: «Дитя»)
2. В углу (1870; посвящается В. А. Гартману)
3. Жук (1870; посвящается В. В. Стасову)
4. С куклой (1870; посвящается «Танюшке и Гоге Мусоргским»[42]; вариант названия: « Колыбельная»)
5. Поехал на палочке (посвящается Д. В. и П. С. Стасовым), 1872.
6. Кот Матрос (1872)
7. На сон грядущий (1870; посвящается «Саше Кюи»[43])

- «Без солнца». Вокальный цикл на стихи А. А. Голенищева-Кутузова (1874)

1. В четырёх стенах
2. Меня в толпе ты не узнала
3. Окончен праздный шумный день
4. Скучай. В альбом светской барышне
5. Элегия
6. Над рекой

- Песни и пляски смерти. Вокальный цикл на стихи А. А. Голенищева-Кутузова (1877)

1. Колыбельная. Посвящается А. Я. Воробьевой-Петровой
2. Серенада. Посвящается Л. И. Глинке-Шестаковой
3. Трепак. Посвящается О. А. Петрову, для баритона соло с оркестром (инструм. А. К. Глазуновым)
4. Полководец. Посвящается А. А. Голенищеву-Кутузову. Оркестровки: Э. В. Денисова, Н. С. Корндорфа, Д. Д. Шостаковича.

- Романсы и песни (по алфавиту; подзаголовки принадлежат автору, если не указано иное):

Ах, ты, пьяная тетеря. Из похождений Пахомыча (слова Мусоргского), 22 сентября1866 года. Шуточная песня посвящена В. В. Никольскому. Обнародована в 1925 году А. Римским-Корсаковым. Опубликована в 1931 году.
Вечерняя песенка (слова А. Н. Плещеева)
Видение (слова А. А. Голенищева-Кутузова)
Владыко дней моих (слова А. С. Пушкина)
Гопак (слова из поэмы «Гайдамаки» Т. Г. Шевченко, в переводе Л. А. Мея; ремарка Мусоргского: «Старик поёт и подплясывает»; вариант названия: «Кобзарь»). Оркестровая редакция (1868)
Горними тихо летела душа небесами (слова А. К. Толстого)
Детская песенка (слова Л. А. Мея)
Еврейская песня (слова Л. А. Мея; поэтическая обработка отрывка из Песни Песней Соломона)
Желание (слова Г. Гейне, перевод Л. А. Мея; посвящается «Н. П. Опочининой, в память её суда надо мной»)
Желание сердца (автор текста неизвестен)
Забытый, 1874 (баллада; слова А. А. Голенищева-Кутузова). Баллада написана композитором под впечатлением от одноимённой картины В. В. Верещагина, изображающей покинутого русского солдата на пустынном поле боя, и посвящена теме смерти.
Из слёз моих выросло много (стихи Г. Гейне в переводе М. Михайлова)
Классик (слова М. Мусоргского)
Козёл (слова М. Мусоргского; заголовок Стасова, оригинальный заголовок: «Светская сказочка»)
Колыбельная Ерёмушки (слова Н. А. Некрасова; две редакции; вариант названия: Песня Еремушке)
Кот Матрос (слова Мусоргского; из неосуществленного вокального цикла «На даче», 1872)
На Днепре (слова из поэмы «Гайдамаки» Т. Г. Шевченко)
Не Божиим громом горе ударило (слова А. К. Толстого; вариант названия: Не Божиим громом ударило)
Непонятная (слова М. Мусоргского; ремарка М.: «барыньке на ёлку»)
Озорник (слова М. Мусоргского)
Ой, честь ли то молодцу лён трясти (слова А. К. Толстого)
Песня Мефистофеля в погребке Ауэрбаха (другие названия: «Блоха», «Песня о блохе», «Песнь Мефистофеля в погребке Ауэрбаха о блохе»; слова из «Фауста» И. В. Гёте в переводе А. Н. Струговщикова)
Пирушка. Рассказ (слова А. В. Кольцова; вариант названия: «Крестьянская пирушка»)
По грибы (слова Л. А. Мея), 1867. Посвящается В. В. Никольскому.
Поехал на палочке (слова Мусоргского; из неосуществленного вокального цикла «На даче», 1872)
По-над Доном сад цветёт (слова А. В. Кольцова), 1867.
Раёк. Музыкальная шутка (слова М. Мусоргского)
Рассевается, расступается (слова А. К. Толстого)
Сиротка (слова М. Мусоргского). Две авторские редакции: в первой песня посвящается Е. С. Бородиной, во второй — певице А. Я. Воробьёвой-Петровой. Автограф 2-й редакции содержит приписку: «Я — враг транспозиций. Ваш гений покорил меня, и я транспонировал».
Семинарист. Картинка с натуры (слова М. Мусоргского; две редакции), 1866 — первая редакция, 1870 — первое издание (= вторая редакция). По цензурным соображениям песня в России была запрещена. Обнародована в 1926 году А. Римским-Корсаковым.
Светик Савишна. Песенка дурачка (слова М. Мусоргского)
Спесь (слова А. К. Толстого)
Странник (слова Ф. Рюккерта, русский перевод А. Н. Плещеева)
Стрекотунья-белобока. Шутка (слова А. С. Пушкина из двух стихотворений: «Стрекотунья-белобока» и «Колокольчики звенят»)
Meines Herzens Sehnsucht (автор текста неизвестен; 1858)
Переложения вокальных номеров из опер «Женитьба», «Борис Годунов», «Сорочинская ярмарка», «Хованщина» для голоса и фортепиано

#### Неоконченные песни и романсы
- Крапивная гора. Небывальщина (слова М. Мусоргского; вариант названия: «Между небом и землёю»)
- Надгробное письмо (слова М. Мусоргского; варианты названия: «Злая судьба», «Злая смерть»; на смерть Н. П. Опочининой). В настоящее время исполняется в редакции В. Г. Каратыгина

### Несохранившиеся и/или утраченные сочинения
- Буря на Чёрном море. Большая музыкальная картина для фортепиано.
- Вокализы для трёх женских голосов: Andante cantabile, Largo, Andante giusto (1880).
- Соната до мажор для фортепиано в 4 руки (1861).

## Литературные сочинения
Мусоргский не занимался музыкальной критикой (как Кюи) и музыковедением (как Одоевский). При этом в эпистолярии (сохранилось около 270 писем) он проявляет себя как незаурядный и изобретательный литератор (показательны многочисленные неологизмы, в том числе с использованием славянизмов), отлично владеющий риторическими приёмами. Письма пестрят яркими (иногда с использованием обсценной лексики) стилистическими характеристиками современных музыкантов, критическими замечаниями по поводу музыкальных сочинений разных эпох и стилей. Эпистолярия Мусоргского была издана в советское время неоднократно, неизменно с купюрами. Критического издания писем Мусоргского нет.
- Письма к В. В. Стасову. СПб.: Издание редакции «Русской музыкальной газеты», 1911. — 166 с.
- Письма и документы. Собрал и приготовил к печати А. Н. Римский-Корсаков при участии В. Д. Комаровой-Стасовой. Москва-Ленинград, 1932 (230 писем, с подробными комментариями; автобиографическая записка; хронограф жизни Мусоргского; все адресованные Мусоргскому письма).
- Письма к А. А. Голенищеву-Кутузову, под ред. Ю. В. Келдыша. Комментарии П. В. Аравина. М-Л.: Музгиз, 1939. — 116 с. (25 писем, не вошедших в собрание Римского-Корсакова)
- Литературное наследие. Кн. 1: Письма. Биографические материалы и документы / Под общей ред. М. С. Пекелиса. М.: Музыка, 1971.
- Литературное наследие. Кн. 2: Литературные произведения / Под общей ред. М. С. Пекелиса. М.: Музыка, 1972.
- Письма. М., 1981 (270 писем; мн. репринты).

## Память

### Населённые пункты с улицами, названными в честь Мусоргского
Примечание. Населённые пункты перечислены в алфавитном порядке
- Алма-Ата, Барнаул, Бердск, Бишкек, Борисполь, Брест, Брно, Великие Сорочинцы, Владивосток, Владимир, Гожулы, Днепр, Донецк Ростовской области, Екатеринбург, Запорожье, Знаменка, Калининград, Каменск-Уральский, Константиновка, Копейск, Краматорск, Краснодар, Красноярск, Красный Луч, Кривой Рог, Курган, Липецк, Луганск, Люботин, Магнитогорск, Мариуполь, Москва, Мукачево, Нелидово, Острава, Париж, Пенза, Первомайск (переулок Мусоргского), Полтава (переулок Мусоргского), Прага, Рязань, Самара, София, Ставрополь, Стерлитамак, Суворов, Сумы, Тверь, Торопец, Тюмень, Ужгород, Уфа, Харьков (переулок Мусоргского), Чебоксары, Черновцы

### Памятники
- Псков
- Санкт-Петербург
- Москва
- Екатеринбург 1989, скульптор В.Х. Думанян
- село Карево 1989, скульптор В.Х. Думанян
- Великие Луки
- Кривой Рог

### Другие объекты
- Музей-заповедник М.П. Мусоргского
- Уральская государственная консерватория в Екатеринбурге (с 1939 г.)
- Михайловский театр в Санкт-Петербурге
- Санкт-Петербургское музыкальное училище имени М. П. Мусоргского.
- Астероид (1059) Муссоргския, открытый в 1925 году.
- В честь Мусоргского назван кратер на Меркурии.
- Астраханское музыкальное училище имени М. П. Мусоргского.
- Музыкальный колледж имени Мусоргского в Твери.
- Паром «Композитор Мусоргский».
- Самолёт Airbus A321 (номер VP-BWP) авиакомпании Аэрофлот
- Музыкальная школа имени М.П Мусоргского в Твери.
- Детская музыкальная школа № 7 им. М. П. Мусоргского в Харькове.
- Детская музыкальная школа им. М. П. Мусоргского в г. Великие Луки
- Детская музыкальная школа им. М. П. Мусоргского в г. Зеленограде (Москва)
- Детская школа искусств им. М. П. Мусоргского в Ясногорске (Тульская область)
- Пики Мусоргского в Антарктиде (Земля Александра I, 71°22′ ю.ш., 73°36′ з.д., название присвоено англичанами не позже 1961 г.)[48].

### Мусоргский в кино и в театре
- Художественный фильм «Мусоргский» (1950, режиссёр Г. Рошаль).
- Телевизионный спектакль «К новым берегам» (1969, режиссёр Ю. Богатыренко).